# Бомпенсьере
Бомпенсьере (итал. Bompensiere) — коммуна в Италии, располагается в регионе Сицилия, в провинции Кальтаниссетта.
Население составляет 676 человек (2008 г.), плотность населения составляет 36 чел./км². Занимает площадь 19 км². Почтовый индекс — 93010. Телефонный код — 0934.
В коммуне особо почитается святой Крест Господень, празднование в четвёртое воскресение сентября.

## Демография
Динамика населения:

## Администрация коммуны
- Официальный сайт: http://www.comunebompensiere.it/